# 草薙駅 (JR東海)

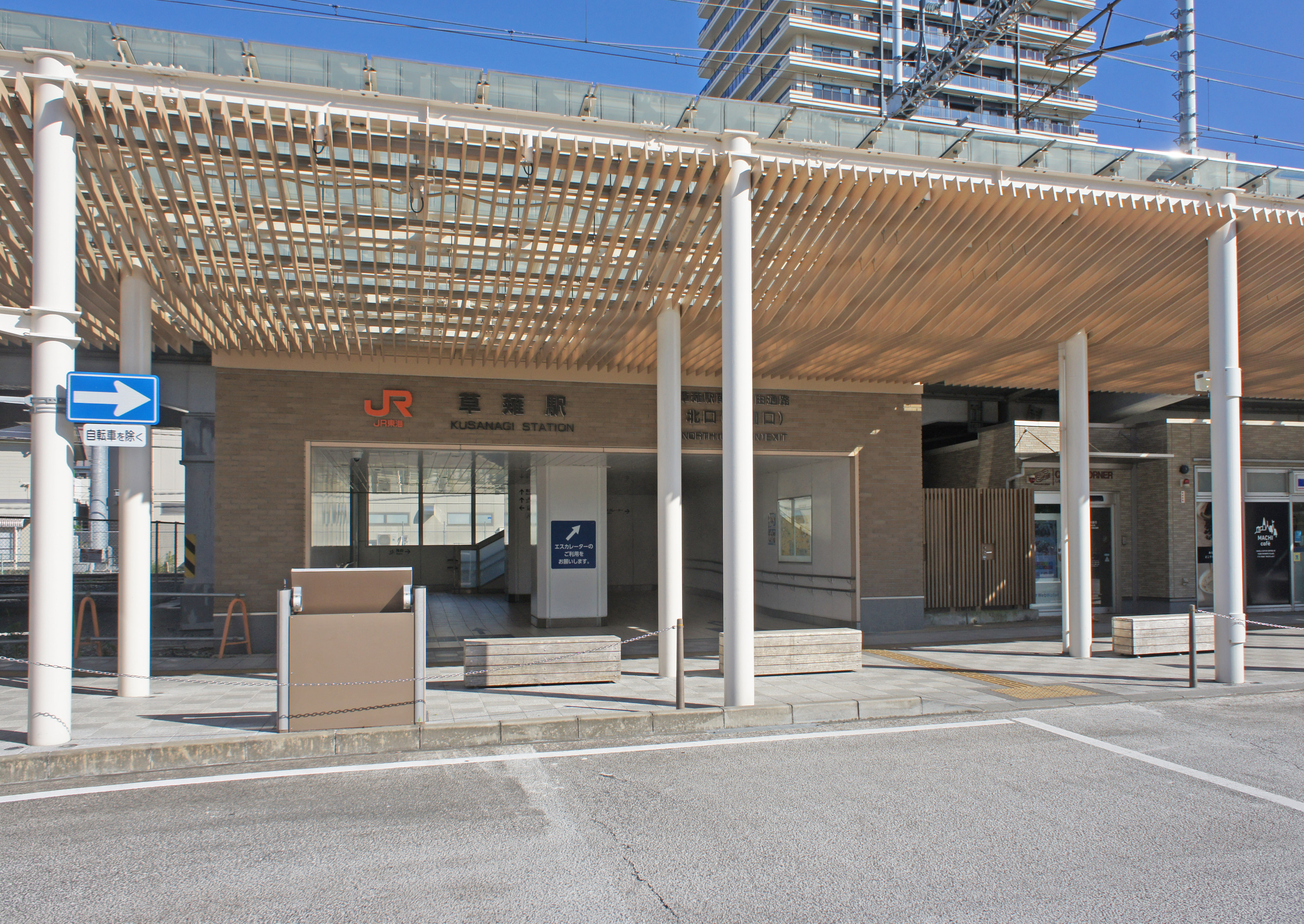
北口（学園口）（2022年7月）

草薙駅（くさなぎえき）は、静岡県静岡市清水区草薙一丁目にある、東海旅客鉄道（JR東海）東海道本線の駅である。駅番号はCA15。
運行形態の詳細は「東海道線 (静岡地区)」を参照。

## 歴史
- 1911年（明治44年）4月10日：国有鉄道東海道本線の江尻（現・清水） - 静岡間に草薙信号所開設[1]。ほどなく、客扱いをする駅とすべく、周辺住民が運動を開始する。
- 1922年（大正11年）4月1日：草薙信号場に改称[1]。
- 1923年（大正12年）：当時の有度村議会が「停車場設置」の決議を採択。公に請願を開始するも、同年9月の関東大震災により中断。
- 1924年（大正13年）：請願再開。
- 1926年（大正15年）4月3日：駅に昇格、草薙駅が開業[1]。旅客営業のみの旅客駅[1]。
- 1930年（昭和5年）3月1日：貨物の取扱を開始[1]。
- 1956年（昭和31年）7月：跨線橋が完成し、供用開始[2]。
- 1967年（昭和42年）10月1日：貨物の取扱を廃止[1]。
- 1973年（昭和48年）：旧駅舎が落成（外装は、JR東海発足以降数回にわたって、部分的な改修が繰り返されている）。
- 1985年（昭和60年）3月14日：荷物の取扱を廃止[1]。
- 1987年（昭和62年）
  - 1月29日：みどりの窓口開設[3]。
  - 4月1日：国鉄分割民営化により、東海旅客鉄道（JR東海）の駅となる[1]。
- 1988年（昭和63年）：駅前広場・公園を整備。
- 1988年（昭和63年）11月11日：静岡駅で展示される「オリエント急行」、折返しのために中線に入線。
- 1992年（平成4年）12月19日：自動改札機を導入[4]。
- 2008年（平成20年）3月1日：ICカード「TOICA」の利用が可能となる。
- 2016年（平成28年）9月18日：橋上駅舎及び南北自由通路の供用を開始[5][6]。

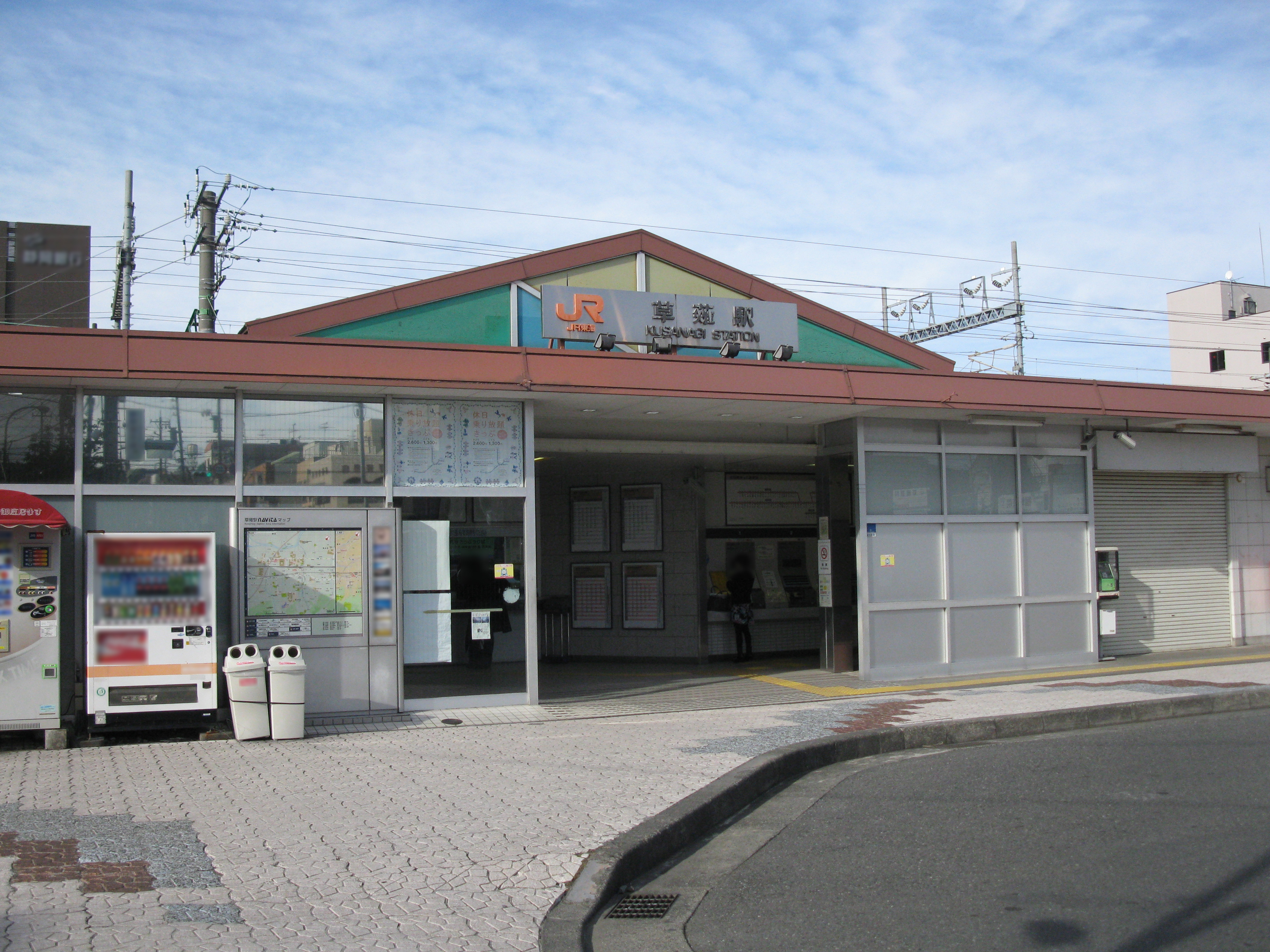
旧駅舎（2010年12月）
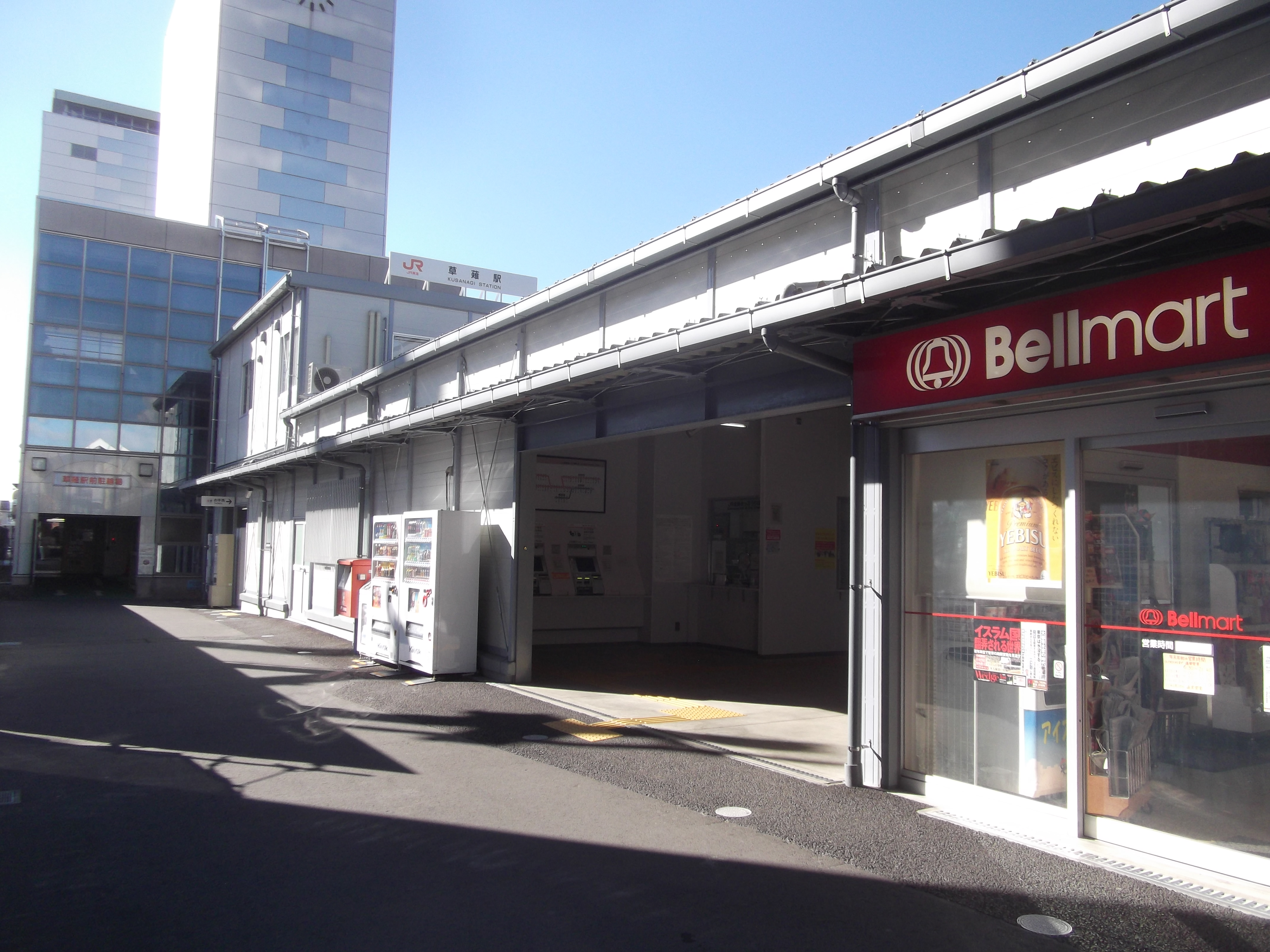
改築中の仮駅舎（2015年12月）
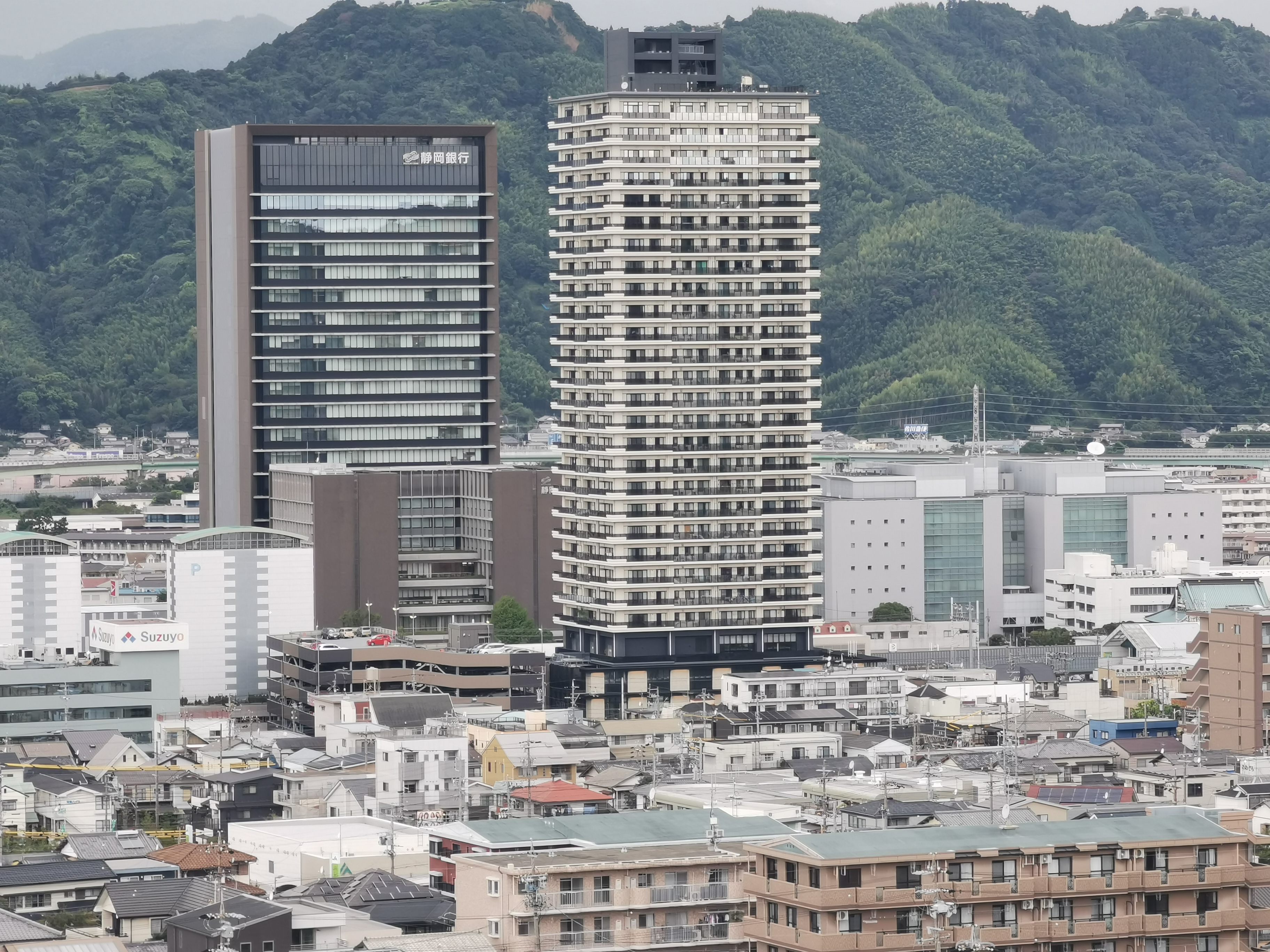
再開発が進む駅周辺（2021年9月）

## 駅構造
相対式ホーム2面2線を有する橋上駅。ホームに接する本線の他、上下本線間に副本線（中線）1本、下り線南側に副本線（待避線）1本がある。どちらの副本線も、通常は貨物列車の運転整理に用いられている。また、下り副本線から保線車両留置用の側線が分岐している。
2008年から2011年まで、駅舎改築・周辺整備事業が行われることが決定し、2014年11月22日限りで旧駅舎は閉鎖され、2014年11月23日に仮駅舎に移行した。2016年9月18日に駅舎が橋上駅化され、南北自由通路が新設された。南口には「県大・美術館口」、北口には「学園口」という愛称が付けられている。2018年度に国道1号とアクセス道路で接続する北口ロータリーが新設された。
地上駅時代の駅舎・改札口は2か所あり、南口にJR全線きっぷうりばが設置されていた。南口駅舎はホームの東端にあり、2つのホームとは跨線橋で連絡していた。北口は上りホーム中程にあり、静岡サレジオ学園の通学利用者などのため、平日朝夕に限り営業していた。北改札口は簡易な造りとなっており、乗車券の発売および精算事務は取扱わなかった。
駅長は配置されない駅員配置駅（直営駅）であり、清水駅が当駅を管理する。JR全線きっぷうりばが設置されている。

### のりば
| 番線 | 路線          | 方向 | 行先           |
| ---- | ------------- | ---- | -------------- |
| 1    | CA 東海道本線 | 下り | 静岡・浜松方面 |
| 2    | CA 東海道本線 | 上り | 沼津・熱海方面 |

（出典：JR東海:駅構内図）

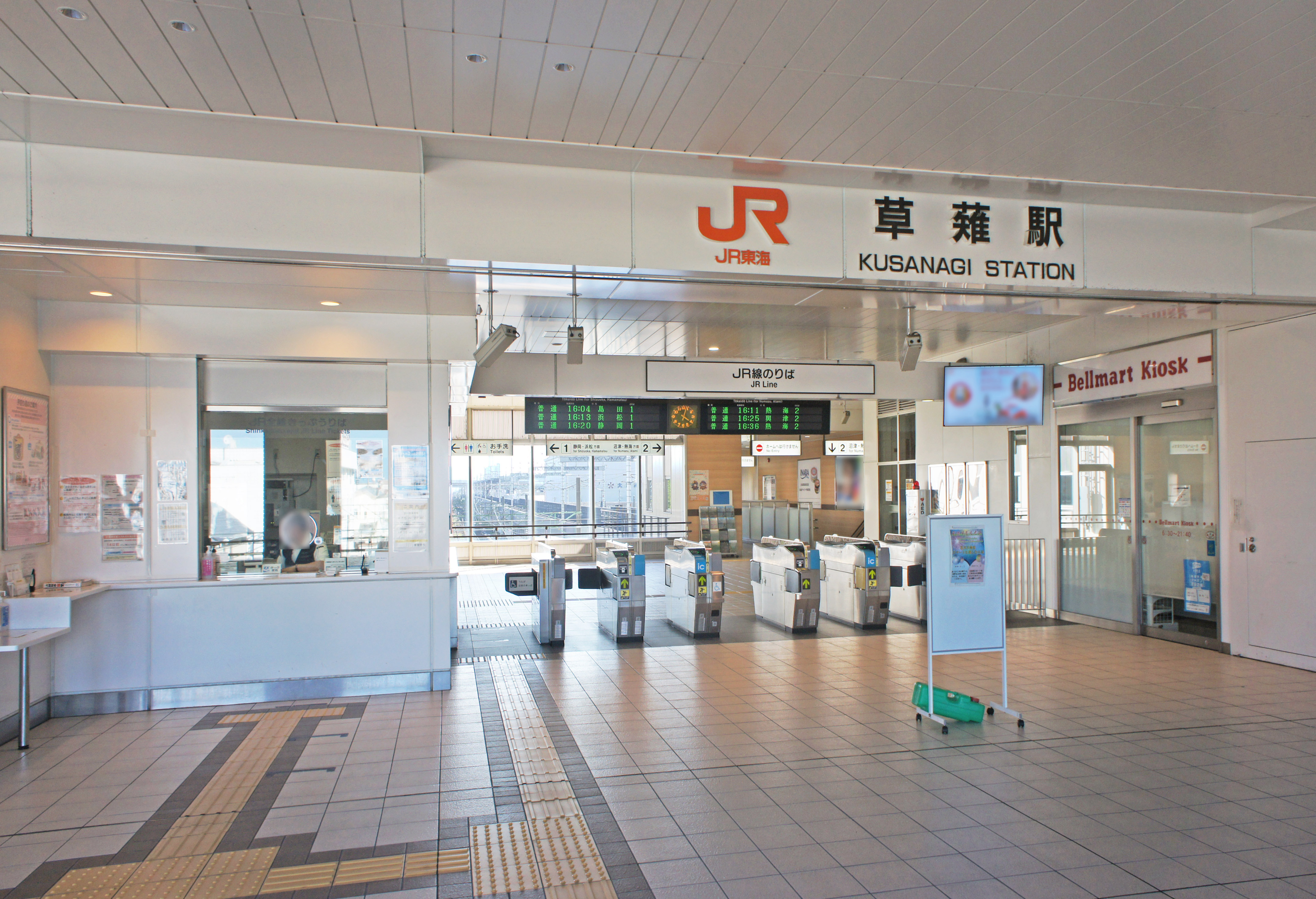
改札口（2022年7月）
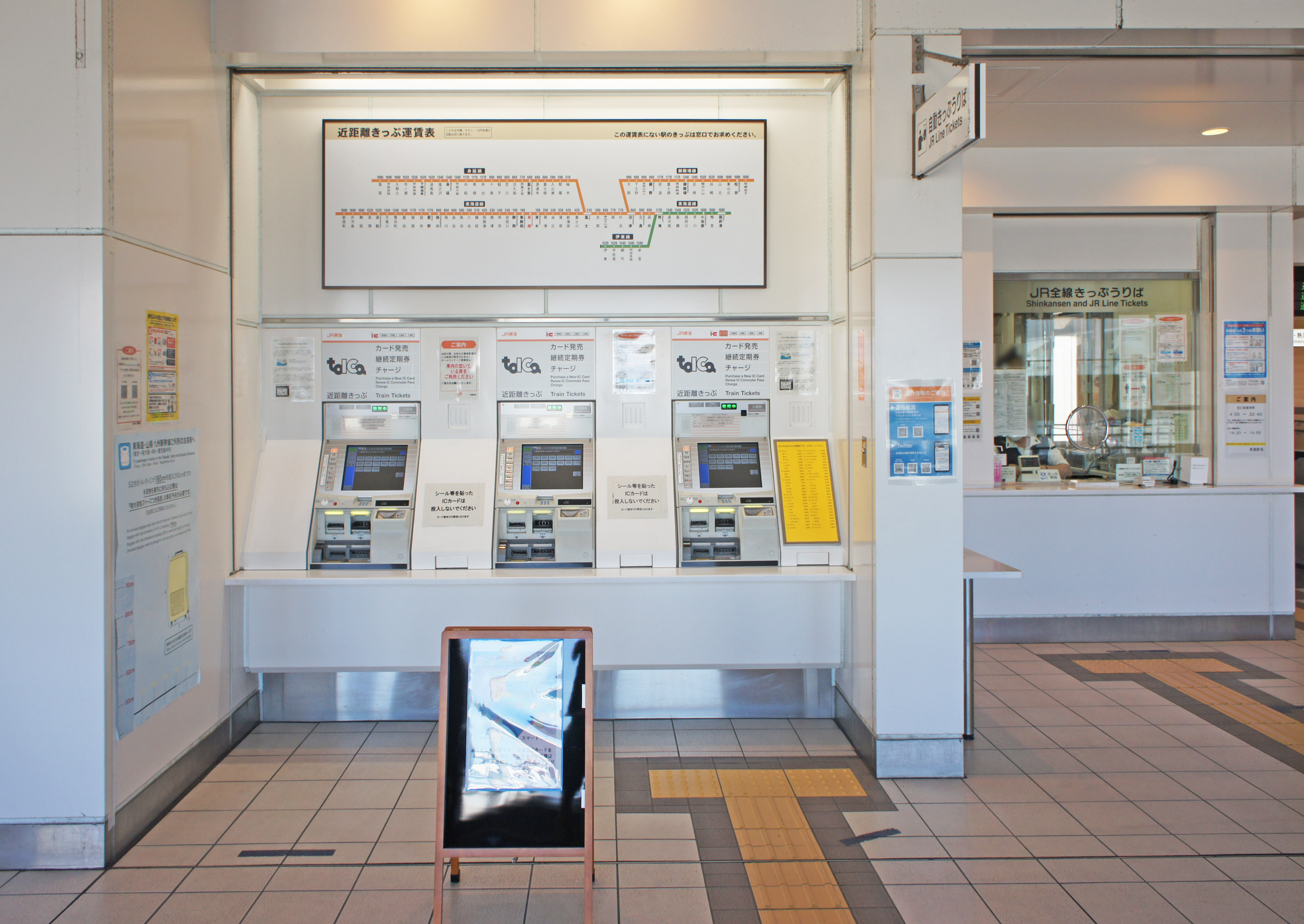
切符売り場（2022年7月）
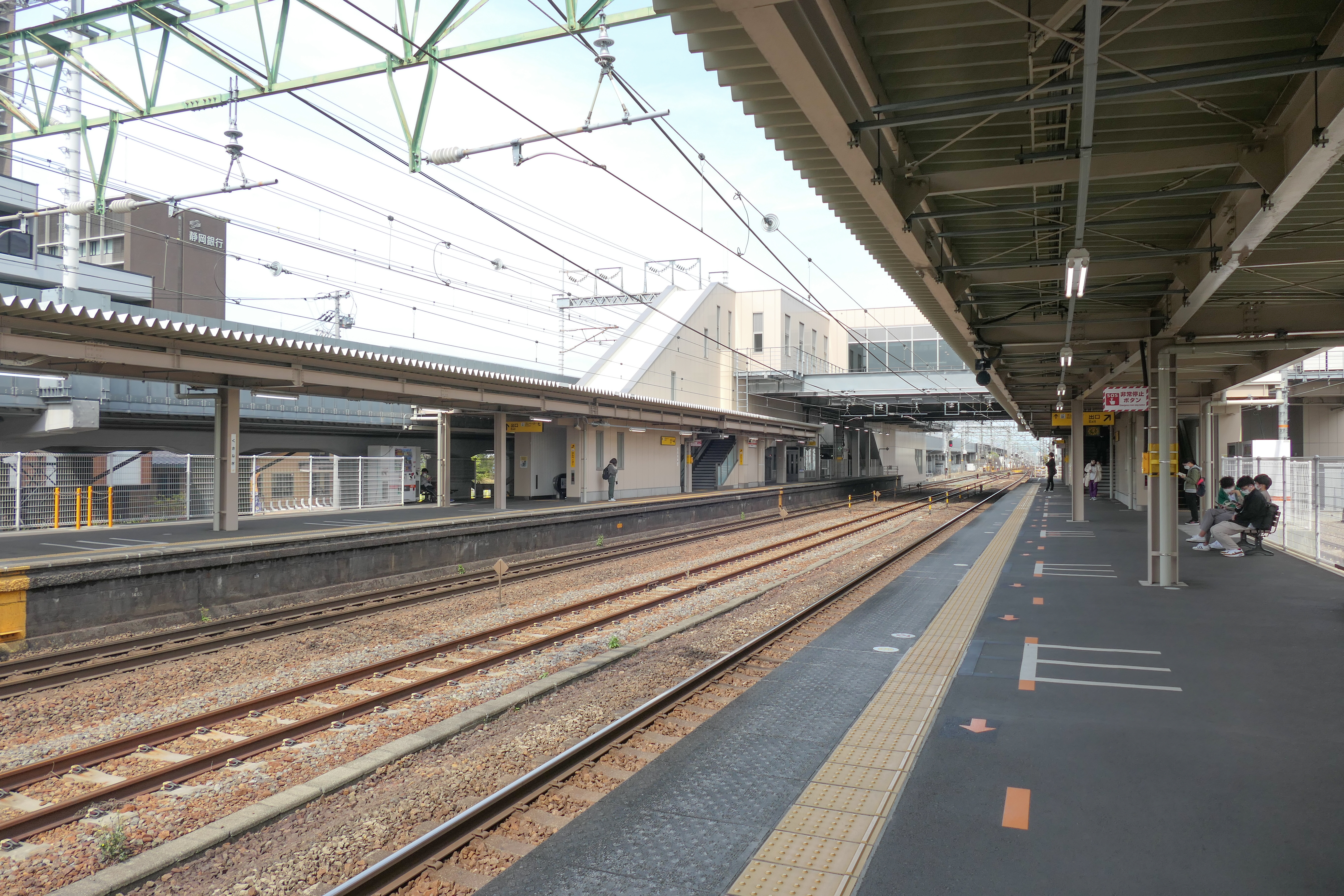
ホームと副本線（2022年4月）

## 利用状況
JR東海の移動等円滑化取組報告書によると、2023年度（令和3年度）の1日平均乗降客数は21,570人である。
1993年度（平成5年度）以降の推移は以下のとおりである。
| 乗車人員推移       | 乗車人員推移     | 乗車人員推移 |
| 年度               | 1日平均 乗車人員 | 出典         |
| ------------------ | ---------------- | ------------ |
| 1993年（平成05年） | 9,461            | [ # 2 ]      |
| 1994年（平成06年） | 9,590            | [ # 3 ]      |
| 1995年（平成07年） | 9,534            | [ # 4 ]      |
| 1996年（平成08年） | 9,724            | [ # 5 ]      |
| 1997年（平成09年） | 9,423            | [ # 6 ]      |
| 1998年（平成10年） | 9,176            | [ # 7 ]      |
| 1999年（平成11年） | 8,528            | [ # 8 ]      |
| 2000年（平成12年） | 8,393            | [ # 9 ]      |
| 2001年（平成13年） | 8,171            | [ # 10 ]     |
| 2002年（平成14年） | 7,877            | [ # 11 ]     |
| 2003年（平成15年） | 7,851            | [ # 12 ]     |
| 2004年（平成16年） | 7,914            | [ # 13 ]     |
| 2005年（平成17年） | 8,144            | [ # 14 ]     |
| 2006年（平成18年） | 8,391            | [ # 15 ]     |
| 2007年（平成19年） | 8,456            | [ # 16 ]     |
| 2008年（平成20年） | 8,519            | [ # 17 ]     |
| 2009年（平成21年） | 8,585            | [ # 18 ]     |
| 2010年（平成22年） | 8,700            | [ # 19 ]     |
| 2011年（平成23年） | 8,621            | [ # 20 ]     |
| 2012年（平成24年） | 8,503            | [ # 21 ]     |
| 2013年（平成25年） | 8,813            | [ # 22 ]     |
| 2014年（平成26年） | 8,531            | [ # 23 ]     |
| 2015年（平成27年） | 8,512            | [ # 24 ]     |
| 2016年（平成28年） | 8,838            | [ # 25 ]     |
| 2017年（平成29年） | 9,191            | [ # 26 ]     |
| 2018年（平成30年） | 10,700           | [ # 27 ]     |
| 2019年（令和元年） | 10,961           | [ # 28 ]     |
| 2020年（令和02年） | 8,308            | [ # 1 ]      |
| 2021年（令和03年） | 9,254            | [ # 1 ]      |

## 駅周辺
- 清水警察署草薙交番
- 静岡県立大学
- 静岡県立美術館
- 静岡県立中央図書館

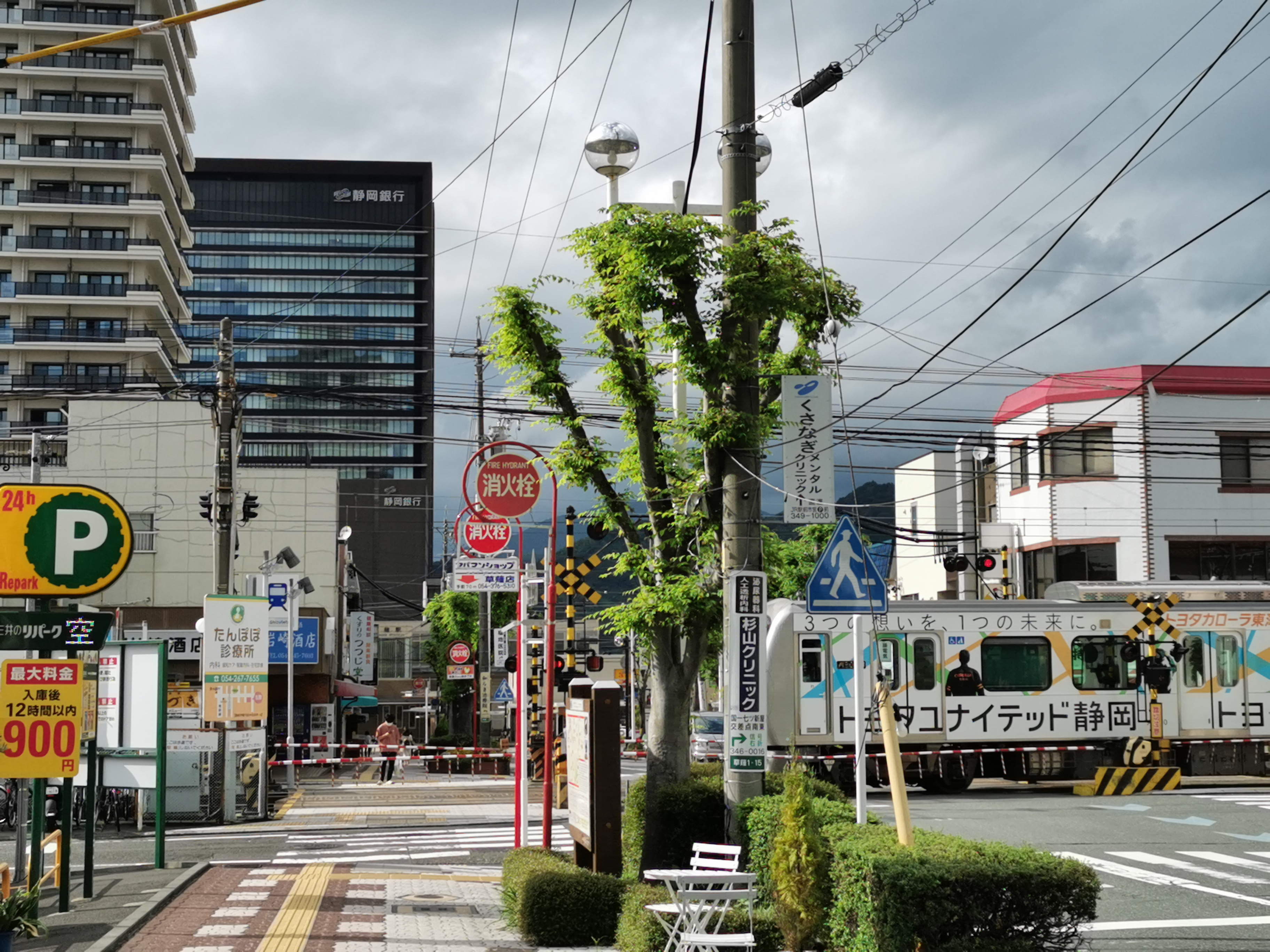
県大・美術館口周辺。手前を走るのは静岡鉄道

- 草薙駅（静岡鉄道静岡清水線）- 直線距離で約150 m、南口から徒歩2分ほどで到達する。
- 静岡サレジオ中高一貫教育学校・高等学校・小学校
- 南幹線
- 国道1号
- 静岡銀行本部
- 常葉大学静岡草薙キャンパス
- 静岡市立清水第七中学校
- 静岡市立清水有度第二小学校
- 草薙神社
- 静岡県立工科短期大学校静岡キャンパス

## バス路線
駅南口と駅北口にそれぞれ停留所が設けられており、下記の路線が発着する。
草薙駅南口
- しずてつジャストライン
  - 草薙美術館線
    - 47 県立美術館 行[8]

  - 三保草薙線
    - 260 草薙団地行き[8]
    - 260 折戸車庫行き[8]

草薙駅北口
- しずてつジャストライン
  - 草薙瀬名新田線
    - 瀬名新田 行 [9]

  - ［廃止[10]］ 国道東静岡清水線（平日のみの運行）
    - 209 清水駅 行、209 東静岡駅北口 行

## 隣の駅
東海旅客鉄道（JR東海）
CA 東海道本線
清水駅 (CA14) - 草薙駅 (CA15) - （貨）静岡貨物駅 - 東静岡駅 (CA16)

### 記事本文